# Трентон (Юта)
Тре́нтон (англ. Trenton) — місто (англ. town) в США, в окрузі Кеш штату Юта. Населення — 512 особи (2020).

## Географія
Трентон розташований за координатами 41°54′50″ пн. ш. 111°56′9″ зх. д. / 41.91389° пн. ш. 111.93583° зх. д. (41.913878, -111.935809). За даними Бюро перепису населення США в 2010 році місто мало площу 19,00 км², з яких 18,85 км² — суходіл та 0,15 км² — водойми. В 2017 році площа становила 21,47 км², з яких 21,26 км² — суходіл та 0,21 км² — водойми.

## Демографія
Згідно з переписом 2010 року, у місті мешкали 464 особи в 144 домогосподарствах у складі 121 родини. Густота населення становила 24 особи/км². Було 157 помешкань (8/км²).
Расовий склад населення:
| - 87,3 % — білих - 1,3 % — азіатів - 0,2 % — чорних або афроамериканців - 8,8 % — осіб інших рас |

До двох чи більше рас належало 2,4 %. Частка іспаномовних становила 13,8 % від усіх жителів.
За віковим діапазоном населення розподілялося таким чином: 35,8 % — особи молодші 18 років, 54,5 % — особи у віці 18—64 років, 9,7 % — особи у віці 65 років та старші. Медіана віку мешканця становила 30,6 року. На 100 осіб жіночої статі у місті припадало 103,5 чоловіків; на 100 жінок у віці від 18 років та старших — 100,0 чоловіків також старших 18 років.
Середній дохід на одне домашнє господарство становив 56 736 доларів США (медіана — 51 094), а середній дохід на одну сім'ю — 64 597 доларів (медіана — 60 139). За межею бідності перебувало 18,2 % осіб, у тому числі 31,0 % дітей у віці до 18 років та 5,8 % осіб у віці 65 років та старших.
Цивільне працевлаштоване населення становило 218 осіб. Основні галузі зайнятості: освіта, охорона здоров'я та соціальна допомога — 22,9 %, виробництво — 22,0 %, роздрібна торгівля — 11,5 %, сільське господарство, лісництво, риболовля — 10,1 %.